# Municipio de Waldo (Arkansas)
El municipio de Waldo (en inglés: Waldo Township) es un municipio ubicado en el condado de Columbia en el estado estadounidense de Arkansas. En el año 2010 tenía una población de 2369 habitantes y una densidad poblacional de 14,05 personas por km².

## Geografía
El municipio de Waldo se encuentra ubicado en las coordenadas 33°22′20″N 93°18′19″O / 33.37222, -93.30528. Según la Oficina del Censo de los Estados Unidos, el municipio tiene una superficie total de 168.6 km², de la cual 168,42 km² corresponden a tierra firme y (0,11 %) 0,18 km² es agua.

## Demografía
Según el censo de 2010, había 2369 personas residiendo en el municipio de Waldo. La densidad de población era de 14,05 hab./km². De los 2369 habitantes, el municipio de Waldo estaba compuesto por el 45,42 % blancos, el 52,89 % eran afroamericanos, el 0,08 % eran amerindios, el 0,08 % eran asiáticos, el 0,3 % eran de otras razas y el 1,22 % eran de una mezcla de razas. Del total de la población el 1,14 % eran hispanos o latinos de cualquier raza.